# Piano Tiles 2
Piano Tiles 2 es un juego de arcade musical, creado por Hu Wen Zeng y publicado por el departamento de entretenimiento de Cheetah Mobile. El objetivo del juego es tocar los azulejos negros sin cometer ningún error. Fue publicado en agosto de 2015 como la secuela de Piano Tiles.

## Jugabilidad
Este juego consiste en seguir la melodía de la música tocando azulejos o teclas que aparecen en la pantalla. Hasta la última versión existen siete tipos de teclas:
- Tecla original: Son los clásicos azulejos negros que tienen pulsación simple
- Tecla doble: Dos azulejos simples en una misma fila
- Tecla larga: Esta requiere una pulsación continua en línea recta ascendente hasta que dicha acabe. Esta otorga de 2 hasta incluso 19 puntos
- Tecla loca: Consiste en tocar una misma tecla repetidamente una cierta cantidad, esta cantidad se muestra en la tecla.
- Tecla deslizante: Dicha tecla es de color rosado-amarillo, similar a la tecla larga, pero con trayectoria zigzag.
- Tecla ráfaga: Consiste de una tecla simple instantánea y enseguida un número de teclas simples que aparecen a velocidad moderada. Estas teclas son colores cálidos multicolor. Actualmente esta tecla solo ha sido utilizada en 5 canciones.
- Tecla acompañante: Consiste de teclas largas+originales, que básicamente requieren 2 manos para jugar. La tecla larga es la misma, pero las teclas originales son azules y tienen un símbolo blanco. Las teclas acompañantes pueden ir en los espacios 1 y 2 o 3 y 4 intercambiando lugares cada 1 punto, mientras que la tecla larga siempre va a ir en los espacios 1 o 4.

Hay 6 niveles de clasificación para cada canción según se avanza en su velocidad:
- Una estrella
- Dos estrellas
- Tres estrellas: Al llegar a esta estrella termina la primera tanda de la canción, la primera vez que se toque la canción en este punto la recompensa son monedas que aparecen como teclas doradas, desde este punto comienza el modo Endless Tiles (Teclas Sin Fin).
- Una corona: Se obtiene al mismo tiempo que se obtuvo la primera estrella.
- Dos coronas: Se obtiene al mismo tiempo que la tercera estrella, además, aquí termina la segunda tanda.
- Tres coronas: Se obtiene al terminar la tercera tanda, luego de obtenerlas, el jugador puede desafiar la puntuación más alta y competir en la leaderboard de cada canción.

Facebook permite a los jugadores competir con sus amigos en el número de coronas y partituras de cada canción. 
El juego también lanzó el sistema de recompensa de la corona en 2017 para los jugadores que no se han registrado en Facebook para que puedan disfrutar de desafiarse a sí mismos por coronas.
Aunque actualmente el sistema de registro en Facebook no se encuentra disponible.
Hay seis maneras de desbloquear nuevas canciones en el juego:
- Por nivel, son las canciones que se obtienen automáticamente al ir subiendo de nivel.
- Por monedas, son aquellas canciones que deben comprarse con las monedas del juego.
- Por diamantes, se desbloquean con los diamantes del juego.
- Por eventos o desafíos, con conexión a Internet el juego lanza desafíos o eventos especiales de días festivos donde se pueden desbloquear varias canciones, que incluso cuestan diamantes siendo en este caso que se obtienen de forma gratuita. Actualmente esta manera de obtener canciones no es utilizada, pero, se espera una renovación de este método el cual puede o no volver.
- Por ver videos, canciones que se obtienen por ver videos. Se obtienen gratuitamente luego de ver el video, y haber jugado una vez que se consiguen tres coronas. Actualmente esta manera de obtener canciones no es utilizada.
- Pago VIP, son las canciones exclusivas que se obtienen con pago por tarjeta, permite desbloquear todas las canciones por un tiempo de 3 días (prueba gratuita), 1 semana, 1 mes o 1 año.

A medida que el número de canciones sigue aumentando, cierta selección de canciones se muestran como álbumes en la página principal y los jugadores pueden añadir canciones que les gusta a Favoritos, lo que hace más fácil para los jugadores encontrar canciones cuando quieran.
Hasta el momento las canciones más costosas son Flight of the Bumblebee (20000 monedas) y Sonata Pathetique Mvt. 3 (45 diamantes).
Hay diferentes géneros de canciones: música clásica, música pop, canciones originales remezcladas y canciones reordenadas. 
Además hay nuevas canciones cada cierto tiempo (1-2 meses) y eventos en los cuales se podrán ganar recompensas para ayudarte a progresar.
Como un juego de música, Piano Tiles 2 no sólo se centran en llevar entretenida experiencia de juego a los jugadores, sino también en el apoyo a la industria de la música original. Piano Tiles 2 ha estado excavando excelentes músicos y sus obras en todo el tiempo, y ha obtenido la mayoría de sus autorizaciones. La música está organizada por el equipo detrás del juego que han sido lanzados en muchas plataformas como iTunes, Spotify, YouTube y Netease Music (actualmente ninguna plataforma es utilizada, el motivo es desconocido), y que se aspira a ser un equipo integrado de desarrollo de juegos, la liberación y la producción musical.
Para ofrecer una mejor experiencia de juego, en marzo de 2017, Piano Tiles 2 lanzó el sistema Quest para que los jugadores conozcan mejor el juego y disfruten logrando objetivos diarios. Y este sistema fue renovado un 1 año después, te ofrece recompensas diarias y semanales.

## Recepción
Piano Tiles 2 tiene una alta puntuación en todas las plataformas, especialmente en Google Play, y ha sido clasificado por encima de 4.7 por mucho tiempo. Según la aplicación Annie, el juego era la aplicación descargada #1 en 151 países. En 2016, el juego fue concedido el mejor juego de 2015 por Google Play, alcanzando nuevas alturas en sus logros globales. Pocketgamer complementó a Piano Tiles 2 en su artículo que "llevando la sensación de tocar el piano al siguiente nivel".
Sin embargo, algunos han criticado el juego por tener sólo un modo de juego, en lugar de varios. También ha habido críticas sobre el nuevo sistema de vida. Cada vez que tocas una canción, te cuesta una vida. Además, el juego automáticamente le da una vida cada cinco minutos si sus vidas son 30 y debajo.
Luego de una actualización de diciembre de 2019, tan sólo unos meses antes de su eliminación definitiva, el juego comenzó a recibir numerosas críticas negativas debido a que fue retirada la opción para iniciar sesión con Facebook. Esto provocó que todos los usuarios perdieran su progreso en el juego, que en algunos casos había sido obtenido a lo largo de varios años.

## Eliminación
El 29 de febrero de 2020 el juego se eliminó de Google Play Store permanentemente junto a Piano Tiles, debido a software dañino y archivos malware en las apps de Cheetah Mobile, sin embargo, existen otros enlaces para descargar el juego fuera de la Play Store.

## Relanzamiento y vuelta del juego
En septiembre de 2023, se anunciaría la vuelta de Piano Tiles 2 a dispositivos móviles luego de 3 años de su eliminación. Dicho reestreno estará a cargo de la desarrolladora Kooapps Games, la empresa desarrolladora de Snake.io, quienes adquirieron los derechos del juego original para poder lanzarlo otra vez y actualizarlo con el tiempo. En sus redes sociales, durante casi todo el mes de septiembre publicaron varios tráileres y videos anunciando la vuelta, junto con varia información adicional para luego relanzarlo de manera oficial el 6 de octubre de 2023 